# Biagota
Biagota (* um 901) war die Frau von Fürst Boleslav I. von Böhmen (935–967).
Der Nachweis von Biagota kann nur über einige Münzen geführt werden. Diese Münzen gelten als der älteste Typ des Přemysliden-Denars. Auf ihnen ist eine Inschrift zu lesen, BIAGOTACOIIIIX oder BIAGOTACOVIIX, was BIAGOTA CONIVNX bedeutet: Frau Biagota. Möglicherweise wurden diese Münzen anlässlich einer Hochzeit geprägt, aber dafür gibt es keinen Beweis.
Es ist nicht einmal sicher, dass Biagota die Mutter aller vier erwachsenen Kinder von Boleslaus I. war (Dobrawa, Boleslaus II. von Böhmen, Strachkvas und Mlada von Böhmen). Ihre Abstammung ist unklar. Sie könnte aus einem der deutschen Staaten des Heiligen Römischen Reiches oder aus einem slawischen Land stammen (Blahota oder Bjegota war ein alter bulgarischer Name). Beide Hypothesen könnten richtig sein, was der zeitgenössischen Praxis der europäischen Herrscher entspricht.